# Pavonia gracilis
Pavonia gracilis là một loài thực vật có hoa trong họ Cẩm quỳ. Loài này được R.E. Fr. mô tả khoa học đầu tiên năm 1947.